# Plemenita jela
Plemenita jela (lat. Abies procera), zimzeleno stablo iz porodice borovki čija su domovina pacifičke države SAD-a (Kalifornija, Oregon, Washington).
Može narasti od 20 do 100 metara visine. Najviša izmjerena jela ove vrste bila je visoka 99.06 metara, a rasla je u blizini Harmony Falls-a, nedaleko vuklana St. Helens, i uništena je u erupciji tog vulkana 18. svibnja 1980.

## Sinonimi
- Abies nobilis (Douglas ex D.Don) Lindl.
- Abies nobilis var. glauca (Ravenscr.) Carrière
- Abies procera f. glauca (Ravenscr.) Rehder
- Picea nobilis (Douglas ex D.Don) Loudon
- Picea nobilis var. glauca Ravenscr.
- Pseudotsuga nobilis (Douglas ex D.Don) W.R.McNab

- A. procera
- A. procera
- A. procera